# Mijaíl Tsvet
Mijaíl Semiónovich Tsvet (transliteración del ruso cirílico: Михаил Семёнович Цвет, Asti, Italia, 19 de mayo de 1872-Vorónezh, 26 de junio de 1919) fue un botánico ruso.
Su madre era italiana y su padre, un oficial ruso. Su madre falleció en el posparto, y él creció en Ginebra (Suiza). Recibió su B.S. en el departamento de Física y Matemática de la Universidad de Ginebra en 1893. Decidió dedicarse a la botánica y recibió su Ph.D. en 1896 por su tesis sobre la fisiología de la célula. Se trasladó a San Petersburgo (Rusia) en 1896 debido a que su padre es rellamado al Servicio Exterior.
En 1917 fue designado profesor titular de botánica y director del Jardín botánico de la Universidad de Tartu (Yuryev) en Estonia. En 1918, cuando las tropas alemanas ocuparon la ciudad, la Universidad fue evacuada a Vorónezh, una ciudad en el sur de Rusia Central. Falleció de una crónica inflamación de garganta a los 47 años de edad.

## Su trabajo
Se considera el fundador de la cromatografía en columna.
En 1903 describe así su trabajo al llenar un tubo con inulina y un extracto de éter de petróleo con clorofilas, donde las clorofilas a y b se separan.
Tsvet probó 120 mezclas absorbentes, logrando separar carotenoides y xantófilas.
Presentó su trabajo en la Sección de Biología de la Sociedad de Ciencia Natural de Varsovia (новой категории адсорбционных явлений и о применении их к биохимическому анализу); que denominó cromatografía. Pasaron casi treinta años hasta que su aporte científico fue reconocido por Kuhn et al., y Edgar Lederer.

### Algunas publicaciones
- 1903. O novoy kategorii adsorbtsionnykh yavleny i o primenenii ikh k biokkhimicheskomu analizu. (Una nueva categoría de fenómeno de adsorción y su aplicación para el análisis bioquímico) En: Trudy Varhavskago Obshchestva estevoispytatelei Otd Biol (Tr Warsawsk Obst Jestesv Otd Biol) 14: 20–39

- 1906. Physikalisch-chemische Studien über das Chlorophyll. Die Adsorptionen. En: Ber. Dtsch. Botan. Ges 24: 316–323

- 1906. Adsorptionsanalyse und chromatographische Methode. Anwendung auf die Chemie des Chlorophylls. En: Ber. Dtsch. Botan. Ges. 24: 384–393

- 1910. Das sogenannte »krystallisierte Chlorophyll« - ein Gemisch. En: Berichte der deutschen chemischen Gesellschaft 43: 3139–3141
- La abreviatura «Tswett» se emplea para indicar a Mijaíl Tsvet como autoridad en la descripción y clasificación científica de los vegetales.[2]